# العلاقات الأنغولية التونسية
العلاقات الأنغولية التونسية هي العلاقات الثنائية التي تجمع بين أنغولا وتونس.
السفير الأنغولي في الجزائر هو المعتمد لدى تونس، بينما السفير التونسي في جنوب أفريقيا هو المعتمد لدى أنغولا.

## مقارنة بين البلدين
هذه مقارنة عامة ومرجعية للدولتين:
| وجه المقارنة                                              | أنغولا           | تونس                                       |
| --------------------------------------------------------- | ---------------- | ------------------------------------------ |
| المساحة (كم2)                                             | 1.25 مليون       | 163.61 ألف                                 |
| عدد السكان (نسمة)                                         | 29.78 مليون      | 11.53 مليون                                |
| الكثافة السكانية (ن./كم²)                                 | 23.82            | 70.47                                      |
| العاصمة                                                   | لواندا           | تونس                                       |
| اللغة الرسمية                                             | اللغة البرتغالية | اللغة العربية                              |
| العملة                                                    | كوانزا أنغولي    | دينار تونسي                                |
| الناتج المحلي الإجمالي (بليون دولار)                      | 124.21 مليار     | 40.26 مليار                                |
| الناتج المحلي الإجمالي (تعادل القوة الشرائية) بليون دولار | 184.83 مليار     | 129.05 مليار                               |
| الناتج المحلي الإجمالي الاسمي للفرد دولار أمريكي          | 4.10 ألف         | 3.87 ألف                                   |
| الناتج المحلي الإجمالي للفرد دولار أمريكي                 |                  | 11.44 ألف                                  |
| مؤشر التنمية البشرية                                      | 0.533            | 0.721                                      |
| رمز المكالمات الدولي                                      | +244             | +216                                       |
| رمز الإنترنت                                              | .ao              | .tn                                        |
| المنطقة الزمنية                                           | ت ع م+01:00      | ت ع م+01:00، توقيت وسط أوروبا، ت ع م+02:00 |

## منظمات دولية مشتركة
يشترك البلدان في عضوية مجموعة من المنظمات الدولية، منها:
| علم المنظمة | اسم المنظمة                        | تاريخ انضمام أنغولا | تاريخ انضمام تونس |
| ----------- | ---------------------------------- | ------------------- | ----------------- |
|             | البنك الإفريقي للتنمية             | ?                   | ?                 |
|             | الاتحاد الأفريقي                   | 11 فبراير 1979      | ?                 |
|             | منظمة التجارة العالمية             | ?                   | ?                 |
|             | منظمة الشرطة الجنائية الدولية      | ?                   | ?                 |
|             | منظمة حظر الأسلحة الكيميائية       | ?                   | ?                 |
|             | مؤسسة التمويل الدولية              | 19 سبتمبر 1989      | 25 يوليو 1962     |
|             | يونسكو                             | 11 مارس 1977        | 8 نوفمبر 1956     |
|             | البنك الدولي للإنشاء والتعمير      | 19 سبتمبر 1989      | 14 أبريل 1958     |
|             | مؤسسة التنمية الدولية              | 19 سبتمبر 1989      | 30 ديسمبر 1960    |
|             | الأمم المتحدة                      | 1 ديسمبر 1976       | 12 نوفمبر 1956    |
|             | وكالة ضمان الاستثمار متعدد الأطراف | 19 سبتمبر 1989      | 7 يونيو 1988      |
|             | الاتحاد الدولي للاتصالات           | 13 أكتوبر 1976      | 14 ديسمبر 1956    |
|             | الاتحاد البريدي العالمي            | ?                   | ?                 |

## وصلات خارجية
- موقع وزارة الخارجية الأنغولية